# Resourcesat-2
Resourcesat-2 est une série de deux satellites d'observation de la Terre de l'Agence spatiale indienne (ISRO). Ces deux satellites de l'ISRO du programme IRS collectent des données sur l'agriculture, le suivi des désastres, la gestion des ressources terrestres et aquatiques. Resourcesat-2 placé en orbite en 2011 a pris la suite de Resourcesat-1 et Resourcesat-2A  a été lancé en 2016. Ces deux satellites aux caractéristiques très proches de Reourcesat-1 sont équipés de trois caméras multi-spectrales ayant des résolutions spatiales et des fauchées différentes. 

## Caractéristiques techniques
Le satellite Resourcesat-2 est stabilisé 3 axes et a une masse de 1200 kg (2 : 1206 kg, 2A 1235). Il est alimenté en énergie par des panneaux solaires d'une superficie totale de 15,12 m² qui fournissent 1250 watts en fin de vie. L'énergie est stockée dans deux batteries nickel-cadmium d'une capacité unitaire de 24 A-H. Le satellite est construit autour d'une plateforme IRS-1 développée par l'ISRO pour ses satellites d'observation de la Terre. La durée de vie minimale du satellite est de cinq ans,.  

## Charge utile
La charge utile est constituée par trois caméras dotées d'objectifs différents et qui disposent toutes de détecteurs de type pushbroom (en) : 
- LISS-4 (Linear Imaging Self-Scanning Sensor-4)  est une caméra multi-spectrale avec une résolution spatiale de 5,8 mètres et une fauchée de 70 kilomètres. Les bandes spectrales observées sont dans le visible et proche infrarouge :  0,52-0,59 micromètre (vert), 0,62-0,68  (rouge), 0,77-0,86 (proche infrarouge). Un mécanisme permet de modifier son orientation de 26° perpendiculairement à la trajectoire du satellite ce qui permet de réduire la fréquence de revisite de 24 à 5 jours. L'instrument pèse 169,5 kilogrammes et consomme 216 watts. Il produit 105 mégabits par seconde.
- LISS-3 (Linear Imaging Self-Scanning Sensor-3) est une caméra multi-spectrale  avec une résolution spatiale de 23,5 mètres et une fauchée de 140 kilomètres. Les bandes spectrales observées sont dans le visible, court et proche infrarouge :  0,52-0,59 micromètre (vert), 0,62-0,68  (rouge), 0,77-0,86 (proche infrarouge), 1,55-1,70 (infrarouge court). L'instrument pèse 106,1 kilogrammes et consomme 70 watts. Il produit 52,2 mégabits par seconde.
- AWiFS (Advanced Wide Field Sensor) est une caméra grand angle multispectrale (visible/proche et court infrarouge) avec une résolution spatiale de 56 mètres et une fauchée de 740 kilomètres.  Les bandes spectrales observées sont dans le visible, court et proche infrarouge :  0,52-0,59 micromètre (vert), 0,62-0,68  (rouge), 0,77-0,86 (proche infrarouge), 1,55-1,70 (infrarouge court). L'instrument pèse 103,6 kilogrammes et consomme 114 Watts. Il produit 52,2 mégabits par seconde.

## Historique des missions
Le premier satellite de la série, Resourcesat-2, est lancé le 20 avril 2011 par le lanceur PSLV avec deux autres satellites YouthSat, X-Sat d'une masse unitaire d'une centaine de kilogrammes depuis le centre spatial de Satish-Dhawan, à Sriharikota. Resourcesat-2A est placé en orbite le 7 décembre 2016.  Ils sont tous deux placés sur une orbite héliosynchrone de 820 km avec une inclinaison orbitale de 97,78°s. 
| Satellite      | Date lancement  | Base de lancement | Lanceur | Identifiant Cospar | Statut       |
| -------------- | --------------- | ----------------- | ------- | ------------------ | ------------ |
| Resourcesat-2  | 20 avril 2011   | Satish-Dhawan     | PSLV-G  | 2011-015A          | Opérationnel |
| Resourcesat-2A | 7 décembre 2016 | Satish-Dhawan     | PSLV-XL | 2016-074A          | Opérationnel |